# 6. Panzerarmee (Wehrmacht)
Die 6. Panzerarmee bzw. das Panzerarmeeoberkommando 6 (PzAOK 6) (inoffiziell auch 6. (SS-)Panzerarmee oder 6. SS-Panzerarmee genannt) war eine Kommandobehörde des Heeres der Wehrmacht während des Zweiten Weltkrieges. Sie war Oberkommando jeweils wechselnder Armeekorps sowie zahlreicher Spezialtruppen.

## Geschichte
Der Verband wurde im September 1944 im Wehrkreis VI aus Teilen des Stabes des Wehrmachtbefehlshabers Belgien-Nordfrankreich und Resten des Generalkommandos XII gebildet.
Einsatzgebiete waren Frankreich und Belgien – vor allem in der Ardennenoffensive – ab Februar 1945 in Ungarn in der Plattenseeoffensive und ab März in Österreich bei der Abwehr der Wiener Operation 1945.
Die Reste der Armee ergaben sich am 8./9. Mai 1945 an der Enns bei Steyr den US-Amerikanern.

## Oberbefehlshaber
Oberbefehlshaber war durchgehend SS-Oberst-Gruppenführer und Generaloberst der Waffen-SS Sepp Dietrich.

## Gliederung
Der Verband gliederte sich im März 1945 – zu dieser Zeit als Teil der Heeresgruppe Süd – in folgende Verbände:
XXXXIII. Armeekorps:
356. Infanterie-Division (ab 20. März)
mot. Grenadier-Brigade 92 (ab 20. März)
Divisionskampfgruppe „Feldherrnhalle“ (ehemals Panzergrenadier-Division „Feldherrnhalle“)
I. Kavalleriekorps:
3. Kavallerie-Division
4. Kavallerie-Division
25. Ungarische Infanteriedivision
II. Ungarisches Armeekorps:
20. Ungarische Infanteriedivision
Ungarische Division „Szent Lászlo“
I. SS-Panzerkorps:
1. SS-Panzer-Division Leibstandarte SS Adolf Hitler
12. SS-Panzer-Division „Hitlerjugend“
23. Panzer-Division
II. SS-Panzerkorps:
2. SS-Panzer-Division „Das Reich“
9. SS-Panzer-Division „Hohenstaufen“
44. Reichsgrenadier-Division „Hoch- und Deutschmeister“

## Bezeichnung
Der in der Literatur häufig verwendete Zusatz „(SS-)“ oder „SS-“ im Namen der Panzerarmee entspricht in der Regel der Absicht, die 6. Panzerarmee namentlich von der 6. Armee abzugrenzen, die beide gleichzeitig in Ungarn und Österreich eingesetzt waren. In den Unterlagen der Wehrmacht wird der Stab 6. Panzerarmee als „Pz. AOK. 6“ (Panzer Armeeoberkommando 6) bezeichnet. In Vorbereitung auf die Plattenseeoffensive wurde bis 18. März 1945 der Tarnname „Höherer Pionierführer Ungarn“, bzw. „Hö.Pi.Füh.Ung.“ für die Einheit und deren Oberbefehlshaber verwendet.